# Siège de Kampen (1578)
Guerre de Quatre-Vingts Ans
Batailles
- Chronologie de la guerre de Quatre-Vingts Ans
- Valenciennes
- Austruweel
- Rheindalen
- Heiligerlee
- Jemmingen
- Jodoigne
- Brielle
- 1er Flessingue
- Malines
- Goes
- Mons
- Haarlem
- 2e Flessingue
- Borsele
- Zuiderzee
- Alkmaar
- Leyde
- Reimerswaal
- Mook
- Lillo
- Zierikzee
- 1er Anvers
- 1er Bréda
- Gembloux
- Rijmenam
- 1er Deventer
- Maastricht
- 2e Bréda
- Açores
- 2e Anvers
- 3e Anvers
- Boksum
- Zutphen
- 1er Berg-op-Zoom
- Gravelines
- 3e Bréda
- 2e Deventer
- Groningue
- Huy
- 1er Groenlo1
- 2e Groenlo
- Turnhout
- Nieuport
- Ostende
- L'Écluse
- 3e Groenlo
- Saint-Vincent
- Gibraltar
- Saint-Vincent (1621)
- 2e Berg-op-Zoom
- 4e Bréda
- 4e Groenlo
- Matanzas
- Bois-le-Duc
- Abrolhos
- Slaak
- Maastricht
- 5e Bréda
- Cabañas
- Calloo
- Les Downs
- Saint-Vincent (1641)
- Hulst
- Cavite

Le siège de Kampen en 1578 fut un siège bref de la ville de Kampen par George de Lalaing, plus connu sous le nom de comte de Rennenberg. Kampen, située sur la rivière IJssel, était à l'époque une ville de la ligue hanséatique. En raison de la présence d'un pont sur l'IJssel, la ville était un point important de transit pour les marchandises. Après avoir été bombardée à partir de galères positionnées sur l'IJssel, la ville s'est rendue aux troupes des Provinces-Unies, le 20 juillet.

## Le siège
Le 25 juin, De Rennenberg et son armée, composée de compagnies hollandaises et frisonnes, sont arrivés devant Kampen. Immédiatement, le pont, l'écluse et la porte ont été occupés. Le premier bâtiment à être abattu par l'artillerie fut le moulin. En raison de l'absence de pionniers qui auraient dû creuser des retranchements, les assaillants avaient peu de protection. De l'arrière, des renforts sous la forme de galères armées de divers canons, sont venus soutenir les forces de De Rennenberg. Celles-ci étaient envoyées par les villes d'Hoorn, d'Utrecht et d'Enkhuizen. Des tirs nourris, en particulier des galères, ont forcé la ville à se rendre. Le 20 juillet, Kampen se rend aux troupes de De Rennenberg.

## Conséquences
Après la conquête de Kampen, De Rennenberg a fait mouvement avec son armée vers Deventer, qu'il a capturé après un siège de trois mois et demi. Il a envoyé un détachement à Kampen pour rétablir l'ordre dans la ville. Plus tard, cette même année, Kampen, comme Deventer, ont demandé à De Rennenberg de retirer leur détachement respectif de chacune des villes, parce que la soldatesque s'y livrait à toutes sortes d'abus. De Rennenberg a répondu positivement à ces requêtes et a retiré les détachements.

## Sources
- (nl) Cet article est partiellement ou en totalité issu de l’article de Wikipédia en néerlandais intitulé « Beleg van Kampen (1578) » (voir la liste des auteurs).
- (nl) A.W.A.M. Budé, G.T. Hartong en C.L. Heesakkers (1995): Licht op Deventer: De geschiedenis van Overijssel en met name de stad Deventer Livre 5 (1578-1619), Hilversum.  (ISBN 9065505083) Traduction du latin de : Jacobus Revius (1651): Daventria Illustrata.